# Chakragil
Le Chakragil ou Kingata Tagh (II) est un sommet situé en République populaire de Chine, dans l'État de Xinjiang. Il culmine à 6 760 mètres d'altitude dans le chaînon Kashgar qui est une zone de transition entre la cordillère du Kunlun à laquelle il est généralement rattaché, et le Pamir. Il se trouve à 37 km au nord-ouest du Kongur, point culminant de la chaîne.